# G.S.D. Rosignano Sei Rose
Gruppo Sportivo Dilettantistico Rosignano Sei Rose (thường được gọi đơn giản là Rosignano) là một câu lạc bộ bóng đá Ý, có trụ sở tại Rosignano Marittimo, Tuscany. Rosignano.

## Lịch sử
Câu lạc bộ được thành lập vào năm 1922 với tên gọi là Olepo Sportivo Solvay và sau đó đổi  thành Rosignano Solvay.

## Màu sắc và huy hiệu
Màu sắc của đội là trắng và xanh navy.